# 美丽蒲葵
美丽蒲葵（学名：Livistona speciosa），为棕榈科蒲葵属下的一个植物种。其种加词“speciosa”意为“外表美丽的”。